# 再見龍生，你好人生
《再見龍生，你好人生》是曾連載於成為小說家吧的奇幻輕小說，後轉於AlphaPolis上連載。本作由永島ひろあき編寫的輕小說、市丸きすけ擔任繪畫插畫。2024年宣布電視動畫化，並於2024年10月到12月播出。

## 登場人物

### 主要人物
多蘭（聲：武内骏辅）
本作主人公。龍的轉世，體內隱藏有龍族的魔力。原名「多拉貢（Doragon）」，與人界稱呼龍的叫法一致，是以他的名字作為傳承的叫法。因厭倦作為龍活著而選擇敗在人類之手，但最後卻事與願違地轉生成人類。
塞麗娜（聲：關根瞳）
本作第一女主角。17歲半人半蛇的拉米亞少女，拉米亞女王塞麗貝亞之女。因依照村裡的規矩，尋找伴侶（未來的丈夫）而背井離鄉去旅行。自古以來，拉米亞被人類視為危險的怪物，儘管她力量強大，但很善良，偶爾也會展現出純真的一面。後與多蘭確認戀人關係。
克莉絲蒂娜（聲：大橋彩香）
住在伯爾尼村的17歲貴族千金，是伽羅瓦魔法學院的優秀學生，擁有非人類的身體能力和劍技。她的才華和美貌吸引了人們，但她不擅長社交，有很多秘密。
愛莉（聲：松永茜）
她是伯爾尼村的醫生瑪古爾婆婆的10歲孫女，並和多蘭一起上魔法課。笑容如陽光般迷人的女孩。她欽佩多蘭，無法掩飾對他的喜愛。
蕾妮婭
“神造魔獸”的轉生者。有“破壞者”的恐怖稱號。是卡拉維斯用自己的血肉和靈魂碎片，與多蘭（多拉貢）的少許血和靈魂，相結合而產生的偽龍神造魔獸。對多蘭有幾近瘋狂的敬愛。
迪婭多菈（聲：佐佐木未來）
恩特之森的黑薔薇精。散發著迷人的氣息，她驕傲而意志堅強，但對森林中的所有生命都充滿同情心，對那些威脅其生命的人毫不留情。荊棘可以變成武器。
吉歐（聲：石毛翔彌）
恩特之森的木精靈青年。性格嚴謹，遵守族規，對於那些試圖侵犯村莊的人毫不留情。雖然拒絕與人類交往，但不管是誰，他都是會報恩的類型。掌握高精準度的射箭技術。
菲歐（聲：天海由梨奈）
恩特之森的木精靈少女，吉歐的妹妹。但與古板的吉奧不同，她友善且不害羞。和瑪露是好朋友，和其他木精靈一樣，使用精靈之力的精靈魔法。
瑪露（聲：朝日奈丸佳）
恩特之森的開朗而充滿活力的花仙子。雖然自身實力較弱，但可以藉助精靈之力的魔法進行戰鬥。

### 魔族
格奧魯德（聲：水中雅章）
魔界四騎士之一。右臂變成了騎兵槍，下半身則像猛獸，揮舞著槍作為先鋒在戰場上奔跑。好戰，喜歡華麗的戰鬥，視軟弱為罪，所以殺人時會毫不猶豫。
拉芙拉西亞（聲：小倉唯）
魔界四騎士之一。透過吸食鮮血和生命而綻放。雖然有著天真少女的外表，但她有著自以為是且殘酷的思考方式，認為一切生命都是為了自己的美麗而存在。
格倫（聲：野津山幸宏）
魔界四騎士之一。身穿連魔法都能抵抗的重甲，可以用巨大的戰斧砍倒各種敵人。雖然他忠於自己的使命，但也對與強者戰鬥感到興奮。
格奧爾格（聲：日野聰）
魔界四騎士之一。也是領導他們的核心人物。原本是戰神阿爾德斯的眷屬，後因過於好戰而墮落成為墮神。他不掩飾自己的戰鬥精神，比起任務更喜歡戰鬥本身，並在與強大力量的戰鬥中找到樂趣。十分崇拜「多拉貢」，並希望與之交戰。認出了身為多拉貢轉生體的多蘭，要求對方與自己決一死戰，最後在魔界被多蘭殺死。

### 其他
塞麗貝亞
塞麗娜的母親，齊格貝爾特的妻子，拉米亞之里夏露拉的女王。與丈夫十分恩愛。
齊格貝爾特
塞麗娜的父親，塞麗貝亞的丈夫。與妻子十分恩愛。

## 出版書籍

### 輕小說
| 卷數 | Alpha Polis    | Alpha Polis            |
| 卷數 | 發售日期       | ISBN                   |
| ---- | -------------- | ---------------------- |
| 1    | 2015年04月08日 | ISBN 978-4-43420-426-5 |
| 2    | 2015年06月26日 | ISBN 978-4-43420-769-3 |
| 3    | 2015年09月30日 | ISBN 978-4-43421-116-4 |
| 4    | 2015年12月25日 | ISBN 978-4-43421-513-1 |
| 5    | 2016年03月28日 | ISBN 978-4-43421-770-8 |
| 6    | 2016年06月27日 | ISBN 978-4-43422-115-6 |
| 7    | 2016年09月30日 | ISBN 978-4-43422-441-6 |
| 8    | 2017年01月31日 | ISBN 978-4-43422-954-1 |
| 9    | 2017年05月31日 | ISBN 978-4-43423-376-0 |
| 10   | 2017年08月31日 | ISBN 978-4-43423-723-2 |
| 11   | 2017年11月30日 | ISBN 978-4-43424-022-5 |
| 12   | 2018年02月28日 | ISBN 978-4-43424-339-4 |
| 13   | 2018年06月30日 | ISBN 978-4-43424-810-8 |
| 14   | 2018年10月31日 | ISBN 978-4-43425-281-5 |
| 15   | 2019年01月31日 | ISBN 978-4-43425-593-9 |
| 16   | 2019年05月31日 | ISBN 978-4-43426-058-2 |
| 17   | 2019年09月30日 | ISBN 978-4-43426-516-7 |
| 18   | 2019年12月27日 | ISBN 978-4-43426-887-8 |
| 19   | 2020年06月30日 | ISBN 978-4-43427-240-0 |
| 20   | 2021年02月26日 | ISBN 978-4-43428-552-3 |
| 21   | 2021年08月31日 | ISBN 978-4-43429-268-2 |
| 22   | 2021年12月30日 | ISBN 978-4-43429-729-8 |
| 23   | 2022年12月28日 | ISBN 978-4-43431-344-8 |
| 24   | 2024年03月21日 | ISBN 978-4-43433-599-0 |
| 25   | 2024年9月19日  | ISBN 978-4-43434-513-5 |

### 漫畫
| 卷數 | Alpha Polis    | Alpha Polis            |
| 卷數 | 發售日期       | ISBN                   |
| ---- | -------------- | ---------------------- |
| 1    | 2017年01月31日 | ISBN 978-4-434-22798-1 |
| 2    | 2017年12月31日 | ISBN 978-4-434-23966-3 |
| 3    | 2018年12月31日 | ISBN 978-4-434-25366-9 |
| 4    | 2019年12月31日 | ISBN 978-4-434-26773-4 |
| 5    | 2020年06月30日 | ISBN 978-4-434-27534-0 |
| 6    | 2020年12月31日 | ISBN 978-4-434-28255-3 |
| 7    | 2021年07月31日 | ISBN 978-4-434-29126-5 |
| 8    | 2022年03月31日 | ISBN 978-4-434-30097-4 |
| 9    | 2022年09月30日 | ISBN 978-4-434-30883-3 |
| 10   | 2023年04月30日 | ISBN 978-4-434-31930-3 |
| 11   | 2023年11月30日 | ISBN 978-4-434-32948-7 |
| 12   | 2024年01月18日 | ISBN 978-4-434-33614-0 |
| 13   | 2024年9月30日  | ISBN 978-4-434-34496-1 |

## 電視動畫

### 製作人員
動畫製作人員如下。
- 原作：永島ひろあき（AlphaPolis）
- 角色原案：市丸きすけ
- 監督：西田健一
- 系列構成：津田尚克
- 角色設計、總作畫監督：川重希
- 音樂製作：齋木達彥、中村巴奈重
- 動畫製作：Synergy SP、贝加娱乐公司

### 主題曲
片頭曲Together Forever
演唱：LUN8，作詞：Daisuke“DAIS”Miyachi，作曲：Daisuke“DAIS”Miyachi、Yuichi Ohno，編曲：Yuichi Ohno。
片尾曲
演唱：EverdreaM，作詞、作曲：川崎鷹也，編曲：Yuichi Ohno。
插入曲
演唱：EverdreaM，作詞：藤林聖子，作曲：Daisuke“DAIS”Miyachi，編曲：Yuichi Ohno。

### 各話列表
| 話數   | 標題         | 劇本     | 分鏡     | 演出       | 作畫監督                                            | 首播日期        |
| ------ | ------------ | -------- | -------- | ---------- | --------------------------------------------------- | --------------- |
| 第1話  | 再見龍生     | 津田尚克 | 西田健一 | 西田健一   | 川重希                                              | 2024年 10月11日 |
| 第2話  |              | 津田尚克 | 西田健一 | 粟井重紀   | 白石悟、高橋航平、K                                 | 10月18日        |
| 第3話  | 女劍士       | 川原杏奈 | 沼山茉由 | 沼山茉由   | 大豆一博                                            | 10月25日        |
| 第4話  | 魔女         | 川原杏奈 | 西田健一 | 淺見松雄   | 柳井彩夏、高橋美由希                                | 11月1日         |
| 第5話  | 恩特森林     | 福島直浩 |          | 西田健一   | 荒牧園子、今野幸一、吉田肇、 無錫市櫻花卡通有限公司 | 11月8日         |
| 第6話  |              | 福島直浩 | 杉島邦久 | 佐藤友一   | 柳井彩夏、高橋美由希                                | 11月15日        |
| 第7話  | 混戰         | 福島直浩 | 沼山茉由 | 沼山茉由   | 大豆一博                                            | 11月22日        |
| 第8話  | 決戰前夜     | 福島直浩 | 西田健一 | 粟井重紀   | 高橋平、鑫月、星野園                                | 11月29日        |
| 第9話  | 魔界門的攻防 | 津田尚克 | 西田健一 | 谷井勇太郎 | 高橋美由希、柳井彩夏                                | 12月6日         |
| 第10話 | 決戰         | 津田尚克 | 西田健一 | 佐藤友一   | 高橋美由希、柳井彩夏、神谷隼汰                      | 12月13日        |
| 第11話 | 離開的人們   | 川原杏奈 | 沼山茉由 | 沼山茉由   | 大豆一博                                            | 12月20日        |
| 第12話 | 你好人生     | 川原杏奈 | 西田健一 | 西田健一   | 柳井彩夏、高橋美由希、神谷隼汰、川重希              | 12月27日        |

### BD／DVD
| 卷數 | 發售日期      | 收錄話數 | 規格編號  | 規格編號  |
| 卷數 | 發售日期      | 收錄話數 | BD        | DVD       |
| ---- | ------------- | -------- | --------- | --------- |
| BOX  | 2025年2月28日 | 待公布   | KWXA-3215 | KWBA-3216 |

## 外部連結
- AlphaPolis （页面存档备份，存于）（日語） - 輕小說
- AlphaPolis Comic （页面存档备份，存于）（日語）
- 官方網站 （页面存档备份，存于）
- 官方電視動畫的X（前Twitter）（日語）